# Longmire Library
Pour les articles homonymes, voir Longmire (homonymie).
La Longmire Library est une bibliothèque à Longmire, dans le comté de Pierce, dans l'État de Washington, dans le nord-ouest des États-Unis. Protégée au sein du parc national du mont Rainier, elle est abritée dans un bâtiment construit en 1910 pour servir de cuisine centrale et qui a probablement été reconverti dans sa fonction actuelle dans les années 1920. C'est une propriété contributrice au district historique de Longmire depuis la création de ce district historique le 13 mars 1991. Elle contribue également au Mount Rainier National Historic Landmark District, établi le 18 février 1997.